# 英麗梨
英麗梨是1950年代香港粵語電影演員，紅線女非正式弟子。
英麗梨祖籍廣東新會，家中排行第十，人稱為「十姐」。14歲時隨姊姊英麗明入戲行，15歲已是劇團第三花旦。與李香琴、任冰兒、梁素琴、黎坤蓮、金影憐、許卿卿、朱日紅及譚倩紅九位二幫花旦結義成金蘭姊妹，對外自稱『九大姐』。
1956年加入仙鳳鳴劇團，由第一屆《紅樓夢》開始，到第七屆《西樓錯夢》止，她都參與演出。
1950年代初跟任劍輝的弟弟任培結婚，1959年離異，後與子女移民加拿大卡加利生活。2011年底於卡加利病逝。